# Progetto esecutivo
Il progetto esecutivo rappresenta una delle fasi della progettazione nell'ambito dell'architettura e dell'ingegneria civile, ed in particolare è la terza ed ultima fase in cui è comunemente suddiviso un progetto e la sua stesura.
Esso rappresenta l'ingegnerizzazione di tutti gli interventi previsti nelle precedenti fasi di progettazione in ogni particolare, rappresentando così la fase tecnicamente più definita dell'intera progettazione. Da esso risulta esclusa solo la progettazione del cantiere e delle relative opere provvisorie.
Il progetto esecutivo è redatto sulla base delle direttive fornite dal progetto definitivo e si compone dei seguenti elementi:
- una relazione generale;
- le relazioni specialistiche;
- gli elaborati grafici, anche quelli relativi alle strutture, agli impianti ed alle opere di risanamento ambientale;
- i calcoli esecutivi delle strutture e degli impianti;
- i piani di manutenzione dell'opera nel suo complesso e nelle parti di cui è composto;
- i piani di sicurezza e coordinamento;
- il computo metrico estimativo definitivo ed il quadro economico;
- il cronoprogramma dei lavori;
- elenco dei prezzi unitari ed eventuali analisi;
- il quadro dell'incidenza di manodopera per le diverse categorie di cui si compone la lavorazione;
- lo schema di contratto ed un capitolato speciale d'appalto.

## Parti componenti il progetto esecutivo

### La relazione generale
La relazione generale descrive in dettaglio l'opera da realizzare, anche facendo riferimento agli elaborati grafici, ed i criteri utilizzati per le scelte di progettazione al fine di realizzare le prescrizioni del progetto definitivo.
Nel caso in cui il progetto faccia riferimento ad interventi complessi esso deve contenere:
- una rappresentazione grafica di tutti gli interventi da realizzare strutturati secondo una gerarchia, dal più generale al più particolare;
- un diagramma rappresentante l'evoluzione delle lavorazioni secondo il loro ordine logico e temporale.

### Le relazioni specialistiche
Le relazioni specialistiche (geologica, geotecnica, idrologica e idraulica) illustrano le soluzioni adottate e, se necessario, definiscono in dettaglio gli aspetti inerenti all'esecuzione e alla manutenzione dell'opera. Contengono, inoltre, tutte le problematiche prese in considerazione nella progettazione e le soluzioni adottate.

### Gli elaborati grafici
Gli elaborati grafici sono tutti quegli elaborati che:
- sviluppano gli elaborati del progetto definitivo;
- risultano essere necessari in vista dell'esecuzione dell'opera;
- riguardano tutti gli elaborati costruttivi;
- illustrano le modalità esecutive di dettaglio;
- riguardano le lavorazioni necessarie al rispetto delle prescrizioni degli organi che devono approvare il progetto;
- definiscono dimensionalmente, dal punto di vista prestazionale e dell'assemblaggio dei componenti prefabbricati.

### I calcoli esecutivi di strutture ed impianti
I calcoli esecutivi di strutture ed impianti devono permettere il dimensionamento degli stessi, e vanno eseguiti con riferimento alla situazione di esercizio. Inoltre, devono essere chiaramente indicati i criteri e i calcoli utilizzati per permettere un'immediata conferma.
Il progetto esecutivo delle strutture, realizzato in conseguenza ai calcoli ed unitamente alla progettazione delle infrastrutture, è composto da:
- elaborati grafici di insieme, contenenti fra l'altro:
  1. i tracciati dei ferri di armatura delle strutture in calcestruzzo armato;
  2. gli elementi che permettono la realizzazione delle strutture murarie;
- la relazione di calcolo contenente:
  1. indicazione delle norme di riferimento;
  2. specifiche della qualità dei materiali da utilizzare ed eventuali indicazioni sulle modalità di esecuzione;
  3. analisi dei carichi cui le strutture sono state dimensionate;
  4. verifiche statiche.

Il progetto esecutivo degli impianti, redatto anch'esso in base ai calcoli, è composto da:
- elaborati grafici di insieme;
- particolareggiata descrizione delle varie parti dell'impianto con riferimenti ai calcoli effettuati;
- specificazione delle caratteristiche funzionali e qualitative dei materiali.

### Il piano di manutenzione
Il piano di manutenzione ha come fine predisporre il mantenimento nel tempo delle caratteristiche di funzionalità della struttura. Esso è composto dal manuale d'uso, dal manuale di manutenzione e dal programma di manutenzione.
Il manuale d'uso si riferisce all'uso delle parti più importanti dell'opera, con particolare riferimento alle parti che possono generare rischi per un uso scorretto. Il manuale d'uso contiene informazioni sulla collocazione delle parti interessate nell'intervento, la loro rappresentazione grafica, descrizione e modalità di uso corretto.
Il manuale di manutenzione si riferisce alla manutenzione delle parti più importanti dell'intervento. Esso contiene la collocazione delle parti interessate nell'intervento, la loro rappresentazione grafica, la descrizione delle risorse necessarie alla manutenzione, il livello minimo accettabile delle prestazioni, le anomalie riscontrabili, le manutenzioni eseguibili direttamente dall'utente e quelle che non lo sono.
Il programma di manutenzione fissa delle manutenzioni e dei controlli da eseguire in seguito a scadenze preventivamente fissate. Esso si compone di tre sottoprogrammi:
- il sottoprogramma delle prestazioni, che analizza le prestazioni dell'opera in relazione al suo ciclo di vita utile;
- il sottoprogramma dei controlli, che prestabilisce dei controlli da effettuare al fine di controllare il livello delle prestazioni offerte dall'opera;
- il sottoprogramma degli interventi di manutenzione, che definisce anche temporalmente gli interventi di manutenzione da effettuare per mantenere l'opera in buono stato.

### I piani di sicurezza e coordinamento
I piani di sicurezza e di coordinamento sono degli elaborati allegati al progetto esecutivo il cui fine è la riduzione al minimo possibile dei rischi intrinseci alle lavorazioni. Sono realizzati previa valutazione dei rischi, e contengono le prescrizioni operative da attuare con i relativi costi.

### Il cronoprogramma
Il cronoprogramma è redatto per stabilire in via convenzionale l'importo dei lavori da eseguire annualmente, se si tratta di lavori a prezzo chiuso. In caso di appalto-concorso è presentato all'appaltatore unitamente all'offerta. È necessario ricordare che nel calcolo del tempo contrattuale bisogna tenere conto dei giorni di andamento stagionale sfavorevole. Il cronoprogramma è utile anche al fine di considerare lo sviluppo esecutivo dell'opera nel caso si presentino ritardi o sospensioni per fatti imputabili all'impresa.

### Elenco dei prezzi unitari
L'elenco dei prezzi unitari è realizzato con riferimento a quelli utilizzati nella stima sommaria dell'intervento presente nel progetto definitivo, salvo aggiunte che si sono rese necessarie.

### Il computo metrico estimativo ed il quadro economico
Il computo metrico estimativo rappresenta un'integrazione ed un aggiornamento della stima sommaria dell'intervento di cui al progetto definitivo.
Nel quadro economico sono compresi:
- i risultati del computo metrico estimativo;
- accantonamento in misura non superiore al 10% per eventuali imprevisti e lavori in economia;
- l'importo dei costi di esproprio come da piano particellare;
- gli oneri sulla sicurezza non soggetti a ribasso d'asta;
- le somme a disposizione dalla stazione appaltante;
- spese tecniche (2%);
- I.V.A.

### Lo schema di contratto
Lo schema di contratto ha il compito di regolare le relazioni tra stazione appaltante ed impresa esecutrice, con particolare riferimento a:
- termini di esecuzione e penali;
- programma di esecuzione dei lavori;
- sospensioni e riprese dei lavori;
- oneri dell'appaltatore;
- contabilizzazione dei lavori a misura, a corpo;
- liquidazione dei corrispettivi dovuti;
- controlli;
- modalità e termini di collaudo;
- modalità di risoluzione delle controversie.

### Il capitolato speciale d'appalto
Il capitolato speciale d'appalto riguarda le prescrizioni tecniche da applicare. Consta di due parti:
- la prima parte, di descrizione delle lavorazioni, fornisce descrizioni atte a dare una compiuta definizione tecnica ed economica della lavorazione in appalto, qualora non siano deducibili dagli elaborati grafici;
- la seconda parte riguarda le prescrizioni di natura tecnica da adottare.

Se le lavorazioni riguardano interventi complessi è contenuto l'obbligo per l'aggiudicatario di produrre un documento di qualità che sottopone al direttore dei lavori. A tal fine le lavorazioni sono suddivise in critiche, importanti e comuni. Una lavorazione è definita:
- critica se riguarda impianti o strutture collegate anche indirettamente alla sicurezza delle prestazioni fornite dall'opera durante il suo ciclo di vita utile;
- importante se riguarda impianti o strutture collegate anche indirettamente alla regolarità delle prestazioni fornite dall'opera durante il suo ciclo di vita utile o che siano di difficile sostituibilità o di costo rilevante;
- comune se non rientra nelle altre definizioni.

La classe di importanza è tenuta in considerazione:
- nell'approvvigionamento dei materiali da parte dell'aggiudicatario e, quindi, nei criteri di qualifica dei fornitori;
- nell'identificazione e rintracciabilità dei materiali;
- nella valutazione delle non conformità.

Per gli interventi in cui il pagamento è previsto a corpo viene definito per le strutture definite omogenee la quota percentuale di queste relative all'ammontare complessivo delle lavorazioni. Sulla base di tali definizioni sono corrisposti i pagamenti in corso d'opera. Per gli interventi in cui il pagamento è previsto a misura viene definito l'importo di ciascun gruppo delle lavorazioni.
Nel capitolato speciale d'appalto è previsto l'obbligo di redigere un programma esecutivo in cui sono contenute le previsioni circa il periodo di esecuzione delle varie lavorazioni, indipendentemente dal cronoprogramma fornito.